# Fort bij Uithoorn
Het Fort bij Uithoorn maakt deel uit van de Stelling van Amsterdam. In de volksmond wordt af en toe gesproken over Fort Amstelhoek. Het fort ligt in het dorp Amstelhoek in de gemeente De Ronde Venen, en is te zien vanaf de N196. Om het vestingwerk ligt een gracht.

## Bouw en taak
Rond Amsterdam werden vanaf 1880 45 forten aangelegd. Fort Amstelhoek bestond eerst uit aarden wallen, en in 1887 werd bij Koninklijk besluit goedgekeurd een vestingwerk aan te leggen. Dit werd tussen 1909 en 1911 uitgebreid met bomvrije gebouwen en in 1917 kwam er een luchtafweerafdeling. De bezetting bestond toen uit 321 mannen.
Fort bij Uithoorn is een standaardmodel B fort uit de tweede bouwfase van de Stelling. De hefkoepels zijn met bomvrije gangen verbonden met het hoofdgebouw. De betonnen hefkoepelgebouwen zijn nog intact. Bij veel andere forten van de Stelling zijn de hefkoepels tijdens de Tweede Wereldoorlog door de Duitsers opgeblazen om het stalen pantser te verwijderen en te gebruiken voor hun eigen wapenindustrie. Verder is nog relatief veel van het oorspronkelijke interieur aanwezig, zoals de houten scheidingswanden tussen de vertrekken, de telegraafkamer, de keuken, de ontijzeringsinstallatie voor het water en de wasruimte voor de soldaten. De deur van de wasruimte was lange tijd dichtgemetseld en het interieur is daardoor behouden.
Direct naast en ten westen van het fort was er een inlaat voor de inundatie van het voorliggend terrein. Ten oosten van de Ringdijk Tweede Bedijking ligt nu nog een klein meertje en een waaiervormig patroon is nog zichtbaar in de begroeiing waar de inlaat en het stortbed van steen heeft gelegen. 
Op 1 augustus 1914 werd de onderwijzer en schrijver Theo Thijssen opgeroepen voor de algehele mobilisatie. Hij werd ingekwartierd op het Fort bij Uithoorn, samen met ongeveer 300 andere soldaten. Tijdens zijn verblijf op het fort schreef hij acht brieven waarin hij inzicht geeft over het dagelijks leven op het fort. In juni 1915 werd hij gedemobiliseerd en werd weer onderwijzer.

## Vordere Wasserstellung
Tijdens de Duitse bezetting in de Tweede Wereldoorlog werd het Fort gevorderd door de Duitsers, die een verdedigingslinie wilden hebben in het geval de geallieerden door de Atlantikwall zouden breken. Deze Vordere Wasserstellung liep van Edam via Krommenie naar Haarlem, en Amstelhoek was een van de forten van de Stelling van Amsterdam, die voor dit doel gevorderd werd. Mannen werden er gelegerd en munitie werd er opgeslagen. In april 1944 werden grote stukken land door de bezetter geïnundeerd.

## Geheime organisatie B
Na de oorlog werd het fort als opslagplaats gebruikt, de fortwachterswoning werd nog in 1950 herbouwd en in 1959 werd besloten het vestingwerk te sluiten. In de zeventiger en tachtiger jaren van de 20e eeuw werd het fort gebruikt door de geheime organisatie B. Doel hiervan was om de Nederlandse regering in ballingschap strategische informatie te verstrekken in geval van een Sovjet-invasie.
Het terrein is met hekken afgesloten, maar in september is het fort gedurende drie weekeinden te bezichtigen.
Dit vestingwerk is als onderdeel van de Stelling van Amsterdam opgenomen op de Werelderfgoedlijst.

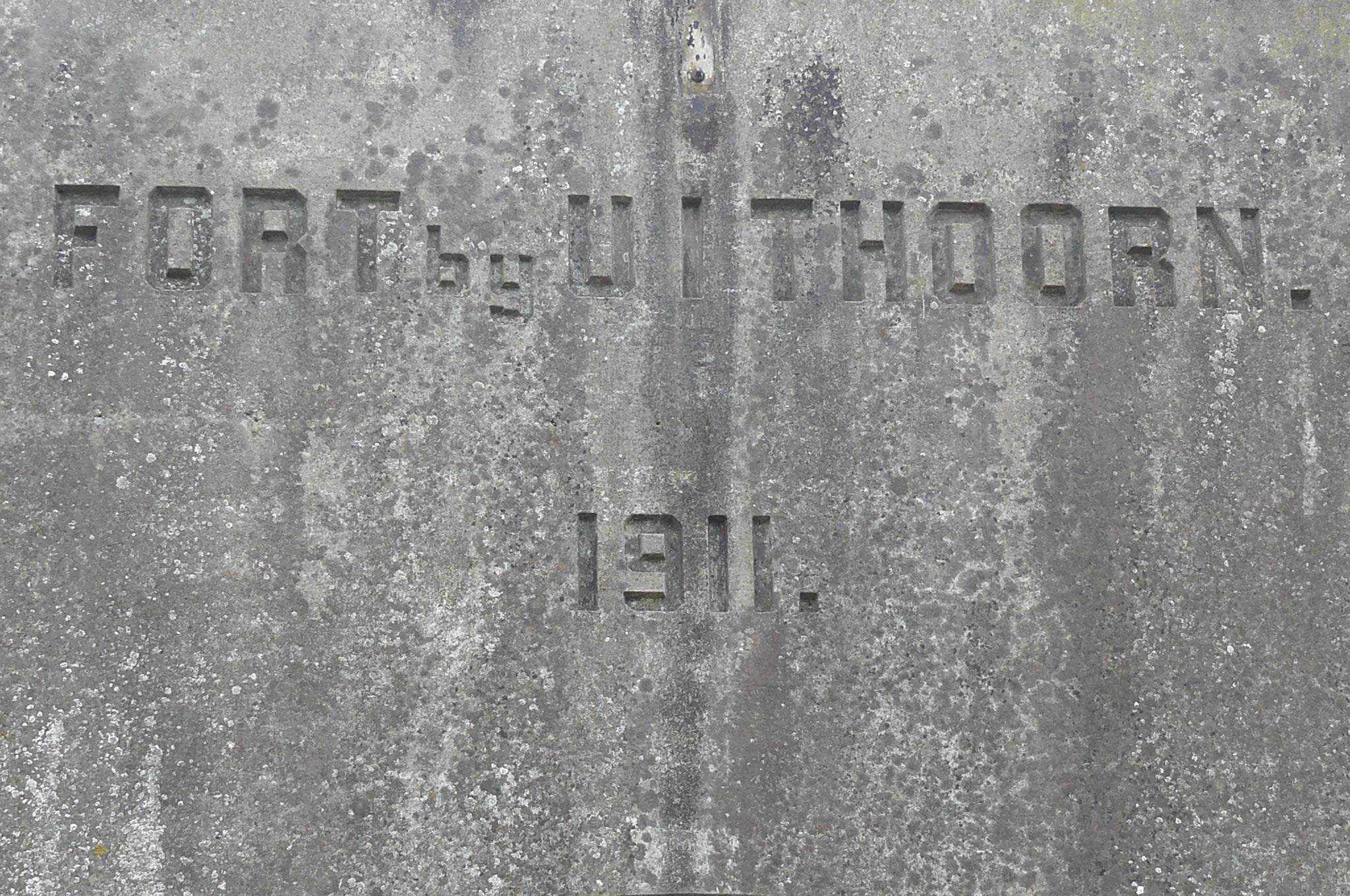
Naam en bouwjaar boven de poterne deuren
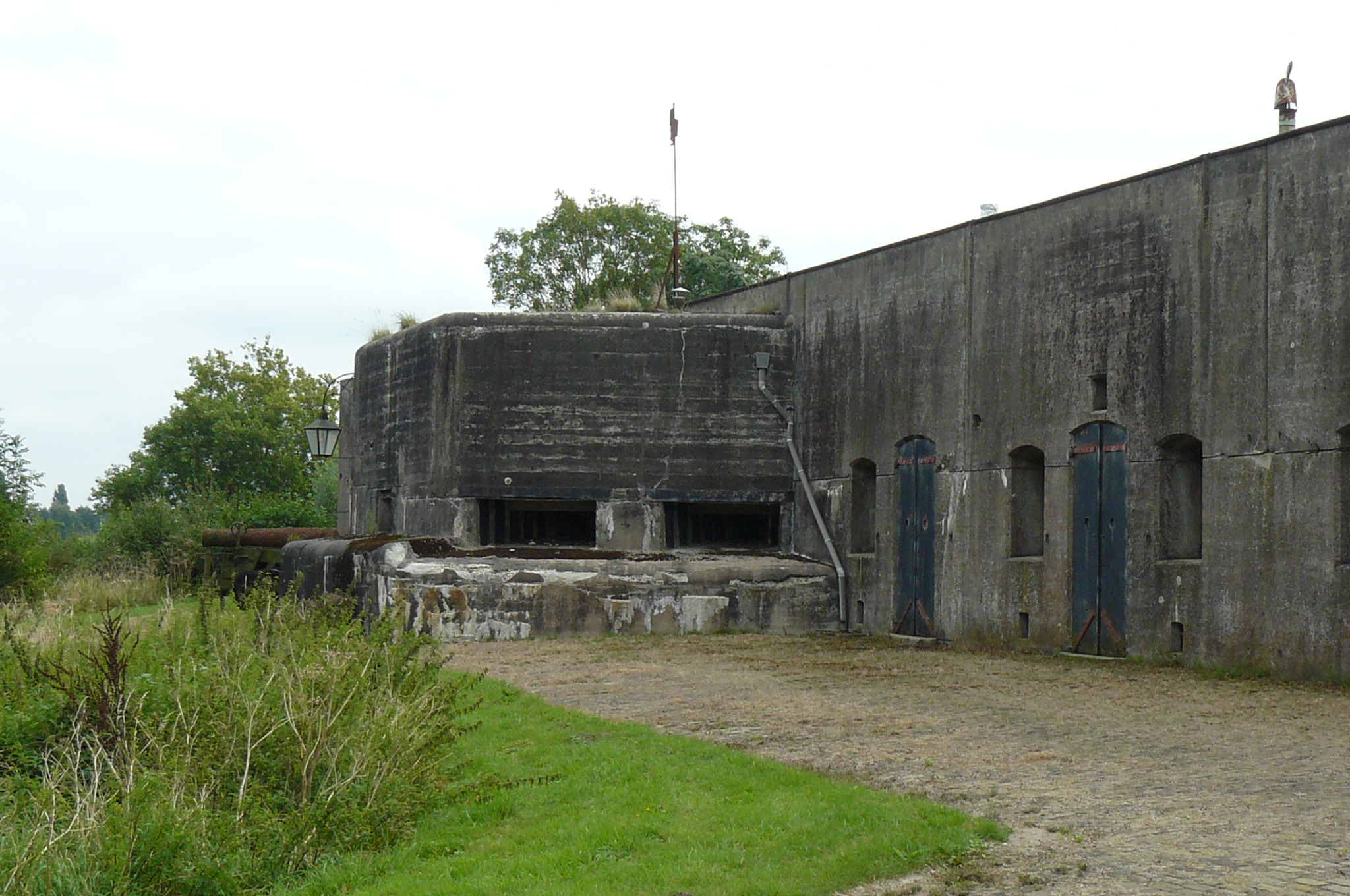
De linker keelkazemat van het fort
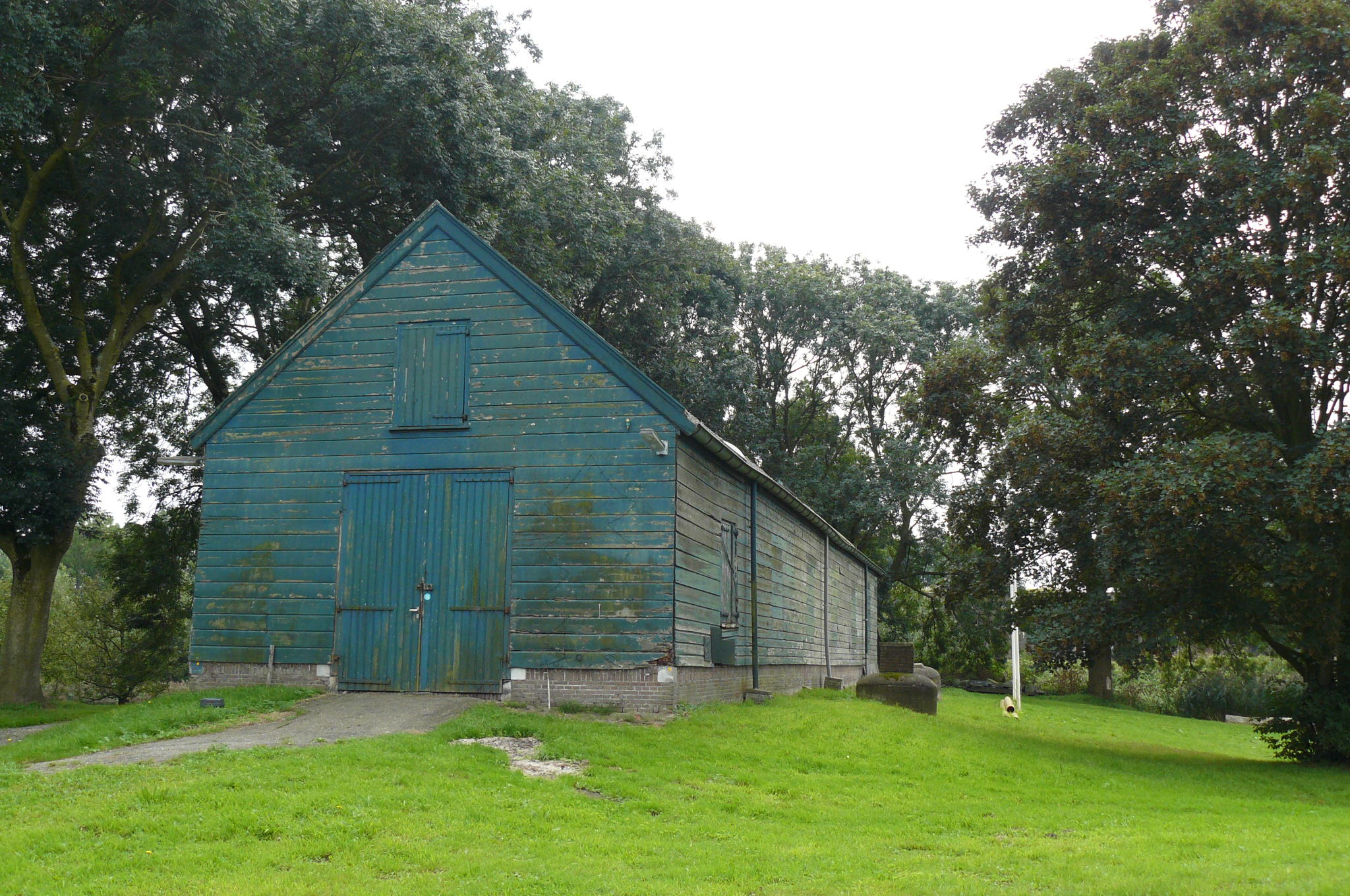
Genieloods, Rijksmonument 514683